# USB Attached SCSI
 (novembre 2012).
Si vous disposez d'ouvrages ou d'articles de référence ou si vous connaissez des sites web de qualité traitant du thème abordé ici, merci de compléter l'article en donnant les références utiles à sa vérifiabilité et en les liant à la section « Notes et références ».

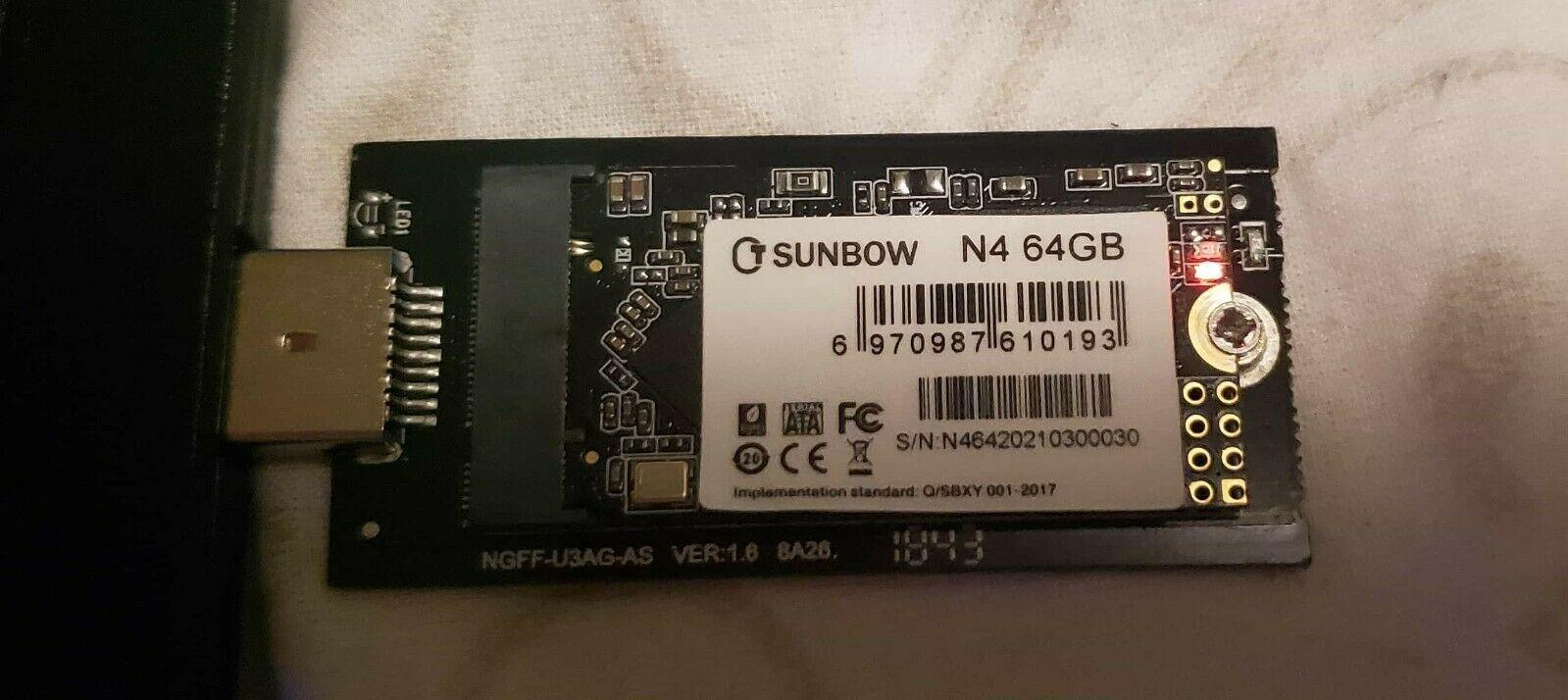
SSD M.2 connecté à un adaptateur USB.

USB Attached SCSI (UAS) est un protocole qui permet une gestion plus intelligente des transferts de données sur le port USB. Il est équivalent au Serial Attached SCSI pour le SATA.
Il permet d'utiliser des commandes SCSI sur le port USB. L'UAS introduit deux changements majeurs par rapport au mode historique, bulk-only transport (BOT) :
- la séparation des signaux de commandes et des données ; l'UAS introduit quatre canaux dédiés : commandes, requêtes d'état, écriture de données et lecture de données ;
- la file d'attente (command queuing) ; avec l'UAS, les commandes ne sont plus exécutées séquentiellement, mais parallélisées et réordonnées de manière optimale.

L'apport de l'UAS peut être important, mais pour qu'il soit actif, il faut une chaîne complètement compatible (matériels, firmwares, pilotes). En 2012, seuls Windows 8, Linux depuis le noyau 3.15 et OSX à partir de la version Lion 10.7.4 gèrent l'UAS.